# Théorie monétaire moderne
Pour les articles homonymes, voir MMT.
 (juillet 2020).
 (mai 2021).
Si vous disposez d'ouvrages ou d'articles de référence ou si vous connaissez des sites web de qualité traitant du thème abordé ici, merci de compléter l'article en donnant les références utiles à sa vérifiabilité et en les liant à la section « Notes et références ».
La théorie monétaire moderne (souvent abréviée TMM, ou en anglais modern monetary theory) est une théorie économique d'inspiration néochartaliste. Descriptive et normative, elle fournit à la fois un cadre d'interprétation des phénomènes économiques ainsi que des recommandations de politique économique, notamment pour le plein emploi et la stabilité des prix.  Elle se fonde sur le monopole de la violence de l'État qui lui donne la possibilité de taxer, ainsi que de choisir le moyen de paiement de ses taxes.  

## Présentation
La théorie monétaire moderne est une théorie économique unique dans son analyse, en ce qu'elle explore des utilisations de la monnaie peu abordées par les autres écoles de pensée économiques. Elle est de ce fait autonome et distincte des autres écoles hétérodoxes. Ses travaux sont parfois voisins ou connexes de ceux de l'école post-keynésienne. Comme les post-keynésiens, la théorie monétaire moderne rejette la théorie de l'équivalence néo-ricardienne et la théorie de l'effet d'éviction, et adhère aux concepts d'incertitude, de demande effective, d'endogénéité de la monnaie, et d'instabilité financière.
La théorie suggère que le régime de taux de change flottant, c'est-à-dire où la devise n'a pas de prix intrinsèque, est celui qui offre aux États l'espace de politique économique le plus étendu.  
La base de la théorie est que l’État dispose du monopole de la violence, ce qui lui donne la possibilité de taxer. Dans la mesure où l’État taxe dans une devise particulière, donc qu'il oblige à payer les taxes dans sa devise, il est nécessaire pour les agents du secteur privé de se la procurer en se faisant vendeurs de biens et de services. De ce fait, les tenants de la théorie soutiennent que le marché est un système généralisé d’échange de devises qui, seulement d’une manière incidente, apparaît comme un système généralisé d'échange de biens et de services.
Dès lors qu’un État dispose du monopole de création de sa monnaie fiduciaire, il ne peut faire faillite, à moins de le vouloir ou de s'endetter dans une devise étrangère qu'il ne contrôle pas. En effet, la théorie considère la capacité de l’État à dépenser comme illimitée en terme nominal, mais limitée par la disponibilité des ressources réelles (ressources technologiques, ressources naturelles et force de travail). Lorsque l’État est en déficit, il crée de la monnaie et se renfloue ainsi, évitant tout défaut souverain.
La théorie est normative en ce qu'elle se préoccupe d'expliquer l'utilisation optimale de la devise fiat, et la façon dont les politiques budgétaires et les relations financières d’un gouvernement qui crée sa propre devise permettraient d'atteindre un niveau élevé de capacité productive,. Elle se montre particulièrement favorable à l'augmentation des dépenses publiques et elle considère que le taux d'intérêt naturel est de 0%,.

## Contenu

### Nature de la devise
(mai 2021).
La théorie monétaire moderne étant une théorie issue du chartalisme, elle se fonde sur une étude de la devise fiat. Selon les théoriciens monétaires modernes, cette devise est créée par la puissance publique et est la seule devise exigée par elle lors de l'imposition. Le fait que cette devise soit la seule qui permette de se libérer de l'impôt lui donne de facto de la valeur. Le système économique permet l'existence de la devise comme instrument de l'autorité politique dédié avant tout à son approvisionnement en ressources réelles. 
Elle considère la devise comme un bon, un avoir, un coupon, permettant de payer les impôts. La devise est considérée comme devant être endogène, c'est-à-dire que l'État la crée en dépensant, et la détruit en la taxant. En d'autres termes, la fiscalité sert à créer une demande de devises qui s'exprime comme une offre de biens et de services en devises. La fiscalité est la condition nécessaire pour l’existence du système monétaire.
La devise comme moyen de paiement n’est qu’une simple écriture comptable. Elle représente le crédit d’un agent privé envers l’État qui est destiné à payer la taxe. Cela signifie que, pour que la devise soit reprise par l’État, le secteur privé doit l’avoir déjà obtenue de l’État. Elle n’est pas créée par ces agents, mais par l’État. Cela est important pour comprendre que l’ensemble de la devise nationale a été créé en amont par l’État, et donc que les taxes n’ont pas pour objet de financer les dépenses de l’État. Et, dans la mesure où la devise est un crédit d’un agent du secteur privé envers l’État, lorsque ce crédit est reversé à l’État par le règlement de la taxation, le crédit envers l’État s’annule, ce qui entraîne la destruction de la devise.  

### Fonction de la devise
La MMT se positionne contre l'idée selon laquelle l'économie aurait d'abord été permise par le troc, et ensuite, seulement, par des échanges monétaires. Si des accords de troc ont bien évidemment existé, ils n’ont jamais été un mécanisme de distribution sociale de la production dans aucune société. Le troc n’a jamais existé comme un système généralisé de coordination de la production et de la distribution. Il n’y a jamais eu de marché basé sur le troc. 
L’analyse historique de l’origine de la devise illustre le fait que la devise est antérieure au marché. Non seulement il ne s’agit pas d’une « créature du marché », mais on peut faire valoir avec force que le marché est une conséquence d'une certaine façon d'imposer la devise, qui est elle-même plutôt une « créature de l’État ». La devise est ainsi définie comme une relation de pouvoir d’un type spécifique, à savoir une relation de crédit-dette sociale, qui est codifiée par une autorité.
La devise est un mécanisme d’approvisionnement de l’autorité politique. La fiscalité est le moteur du transfert des ressources réelles (biens et services) des sujets vers l’autorité. La devise est son véhicule. La devise est donc une créature de l’État, et, loin d’être un simple moyen d’échange anodin, elle est un mécanisme de contrôle et de distribution de la production économique réalisée sur le territoire de l'État,. 
Il s'agit donc, en particulier, d’un processus dans lequel une autorité politique impose une taxation sur un territoire donné. Cette taxation crée pour les agents du secteur privé le besoin d’obtenir cette devise. Cette nécessité les porte à se faire fournisseurs de biens et de services, ainsi que de leur force de travail, en échange de la devise. Le fait d’imposer une obligation de payer une taxe dans une devise spécifique crée une offre de biens et de services dans cette devise. Et il n’existe pas d’offre de biens et de services vendus pour la devise a priori de ce processus. La taxation existe non parce que l’autorité politique a besoin de la devise, mais parce qu'elle a besoin que les acteurs économiques en aient besoin.   

### Implications
(mai 2021).
Les principes exposés ci-dessus permettent aux partisans de la théorie de soutenir que, par ses déficits, l’État abonde le secteur privé de la devise, qui lui permet de payer les impôts, ou de convertir ses devises dans des actifs financiers comme des titres d’État. La théorie renverse donc le paradigme dominant qui considère la dette comme un manque, c'est-à-dire comme devant être comblée par une imposition future (théorie de l'équivalence néo-ricardienne). La dette est un actif pour ceux qui la détiennent, c'est-à-dire pour le secteur privé.
Comme le gouvernement dépense, créant de la devise, et n'emprunte que dans un deuxième temps, il est impossible que la dépense publique mène à une éviction des dépenses privées ou à une augmentation des taux d'intérêt. En effet, le modèle néoclassique veut que la dépense de l’État, financée par la dette, provoque une hausse de la demande de fonds par l’État, et donc à une réduction des fonds disponibles pour les entreprises, ce qui ralentit la croissance. Dans une situation où c'est l’État qui crée la devise en dépensant, il est impossible que l'investissement privé soit chassé par la dépense publique, car l’État n'exerce pas de demande de fonds ; il crée les fonds,.
Concrètement, le mode d'organisation est le suivant : lorsque le Parlement a approuvé les dépenses de l’État via la loi de finances, le Trésor public donne à la Banque centrale la directive de créditer le compte du bénéficiaire. Un jeu comptable a alors lieu avec une augmentation des chiffres dans les livres détenus par la Banque centrale. 
Pour la MMT, l’explication de la devise commence avec un État qui désire s’approvisionner lui-même en richesses réelles. En effet, l’État impose des obligations fiscales sous forme d’obligations financières dans sa devise nationale, ce qui crée une offre de travail. Cela permet à des biens et à des services d'être proposés à la vente pour obtenir les fonds nécessaires pour payer les impôts. Cela est dû à ce que la MMT considère que la fiscalité, de par sa conception, crée le niveau de la demande de devise, qui égale l’offre de main-d’œuvre, ainsi que de biens et de services, à vendre dans une devise nationale donnée. Une fois cette devise émise et le travail réalisé, l’État peut alors acheter ces biens et ces services, ce qui permet aux taxes d'être payées, car la devise a été émise. 
Si les agents du secteur privé, en moyenne, veulent, au terme d'échange marginal de la devise nationale, gagner plus qu’il n’en faut pour payer les impôts, les biens et les services seront mis en vente en quantité suffisante pour obtenir cette quantité de devise nationale supplémentaire.
Les dépenses de l’État qui excèdent les impôts – les dépenses en déficit – constituent l'épargne sur une année du secteur privé. En conséquence, la dette publique équivaut à la devise nationale créée par la dépense de l’État qui n’a pas encore été détruite par les impôts, cumulée sur l'ensemble des exercices antérieurs, qui représente donc la richesse financière du secteur privé.
Une fois que l’État a dépensé cette quantité de devise nationale qui reste dans le secteur privé, la devise peut prendre la forme de titres du Trésor, de billets et d’obligations qui peuvent alors être achetés, ce qui épuise les comptes contenant la devise nationale que l’État a déjà dépensée. Les paiements du gouvernement sont ajoutés aux comptes de réserve des banques membres de la Banque Centrale. Lors de l’achat de titres, la Banque Centrale débite les comptes de réserve et crédite les comptes de titres. Lorsque les intérêts sur la dette publique sont payés, la Banque Centrale crédite les comptes de titres. Lorsque les titres du Trésor arrivent à échéance, la Banque Centrale diminue les comptes de titres et augmente les comptes de réserve appropriés avec une simple opération comptable.

## La MMT dans le débat actuel

### Inflation
La MMT développe sa propre théorie de l'inflation. Elle considère que la puissance publique est maître de l'inflation, dans le sens où elle contrôle les entrées et les sorties de sa devise dans son système. En effet, elle peut augmenter la masse monétaire (injecter de la liquidité) et en même temps taxer afin de faire sortir de la devise du système économique. L’État est ainsi comme un vendeur d'eau, qui aurait à la fois la maîtrise des stocks d'eau, et celle de la soif de ses clients. La MMT reprend ainsi le principe du reflux proposé par l'école du circuit. Dans une mise au point de 2013 appelée « Modern Money Theory 101: A Reply to Critics », Éric Tymoigne and L. Randall Wray écrivent que « la taxation fait partie du mécanisme du reflux, c'est-à-dire qu'il permet à la devise publique d'être retournée à celui qui l'a créée ». La taxation permettrait donc de contrôler la masse monétaire et de la faire varier à dessein.    
La devise étant un monopole, son prix est fixé par la puissance publique. Il est égal à ce qu’il faut fournir à l’État pour obtenir la devise, car ce dernier paie en devise. En d'autres termes, si l’État est prêt à payer, à un moment t, x quantité de devises pour obtenir y quantité de travail (ou de marchandises incorporant du travail), et que pour obtenir ce travail, à t+1, l’État paie 10 x pour l'obtenir, alors le prix de la devise entre t et t+1 est divisé par 10. 
Pour la MMT, le « prix de la devise » est une conceptualisation a priori du niveau généralisé des prix. Dans cette logique, le niveau des prix est une expression du prix de la devise. Mais il n'est pas sa seule déterminante. La MMT apparaît donc comme la seule approche monétaire qui distingue rigoureusement une augmentation du niveau général des prix comme conséquence, d’une part, du changement de valeur relative des biens (par exemple augmentation rapide de la valeur relative du pétrole) et, d’autre part, du changement du prix de la devise.  

### Garantie d'emploi
La théorie monétaire moderne propose un cadre d'analyse unique du chômage. Elle part de l'idée selon laquelle l’État disposant du monopole de la devise, et la devise étant nécessaire à la vie économique, les opérations de vente (de ses biens, de sa force de travail) sont l'expression d'une demande de devise. Par conséquent, le chômage est une demande nette de devise nationale insatisfaite : le travailleur, qui souhaite offrir sa force de travail contre de la devise, ne trouve pas d'acheteur. Le plein emploi est donc une situation où la demande de devise est complètement satisfaite. 
Les théoriciens de la TMM déduisent de cette proposition que l’État, en tant qu'il est monopoliste de la devise, doit jouer un rôle majeur dans la lutte contre le chômage, et que, par sa capacité de création de devise, a le pouvoir direct de maintenir le plein emploi. Afin de garantir le plein emploi en permanence, il suffit pour l'État de s'assurer de l'équilibre entre l'offre et la demande de devise, c'est-à-dire de s'assurer que toutes les personnes qui sont disponibles à offrir leur travail pour obtenir de la devise, au terme d’échange fixé, puissent le faire.
Cet objectif peut être atteint de différentes manières. La première est l'intervention discrétionnaire par une augmentation (ou une réduction) du niveau de dépenses publiques. La deuxième est le recours à un stabilisateur automatique tel que la garantie d'emploi. Cette garantie se définit comme le droit à l'accès universel à un travail rémunéré avec un taux horaire fixe qui prévoit des activités nécessitant des compétences non spécifiques. Avec elle, l’État fixe un prix en matière de temps de travail pour la devise et laisse la quantité de devise offerte, donc dépensée, s’ajuster à la demande de devise exprimée par les travailleurs. Ce mécanisme élastique qui maintient le prix de la devise fixe est un stock tampon. 
La première vertu de la garantie d'emploi est qu'elle facilite le passage de la situation de chômeurs de long terme à celle d'employés dans le secteur privé :  l'absence de rupture dans la vie professionnelle des travailleurs les rend plus facilement employables par le secteur privé. La deuxième vertu est qu'elle est un moyen d’introduire une rémunération et des avantages sociaux minimaux « de bas en haut ». En d’autres termes, en opposant à l’alternative du chômage celle d’un emploi garanti, la garantie d'emploi, tout en représentant de facto un salaire minimum, renforce d'une manière importante le pouvoir contractuel des travailleurs.

### Importations et exportations
(mai 2021).
Warren Mosler défend l’idée selon laquelle le seul objectif du système économique est la satisfaction des besoins matériels de la population résidente, qui passe avant tout par la consommation. Les investissements eux-mêmes n’ont pas de sens a priori de leur utilité finale pour une consommation individuelle ou collective. 
Les exportations sont de la production que le système économique a créée mais qu’il a renoncé à consommer, au bénéfice d’autres pays. Au contraire, les importations sont de la production créée par d’autres pays qu’ils ont renoncé à utiliser et dont ils ne bénéficient pas. 
Dans cette logique, la maximisation de la satisfaction des besoins matériels de la population résidente se fait en maximisant l’équation production – exportations + importations. Le commerce international doit être mené dans le sens de la maximisation des termes réels d’échange. Une balance commerciale négative n’est donc pas problématique. Au contraire, se fixer pour objectif une balance commerciale positive va à l'encontre de l’intérêt public, comme le font la Chine, le Japon, la Corée du Sud ou l’Allemagne.
Il est important d’ajouter que, sans manipulation par les banques centrales sur les taux de change (achat ou vente de devises étrangères), le solde de la balance commerciale reflète simplement le niveau du désir d’épargne nette de l’étranger en devises locales. Cette variable peut changer avec le temps, mais elle n’est pas en soi un élément problématique. Plus spécifiquement, le désir étranger d’épargne nette en devise locale est la différence entre la demande de l’étranger en devise locale et la demande de devise étrangère des résidents. C’est cette différence qui détermine le solde de la balance commerciale. Si, par exemple, il y a davantage d’étrangers qui veulent épargner de la devise locale que de résidents qui veulent épargner de la devise étrangère, cela signifie que l’étranger veut vendre davantage de biens qu’il ne veut acheter. La demande de devises est en fait une offre de biens réels. Ainsi, une demande étrangère nette de devise locale induit une balance commerciale négative, et, a contrario, une demande locale nette de devise étrangère induit une balance commerciale positive. Cette précision est importante car, pour la MMT, une demande de devise signifie la disponibilité de vendre du travail ou des biens ou des services en échange de la devise. Pour les autres approches économiques, cette demande de devises est un discours sur le crédit, c’est-à-dire le niveau du taux d’intérêt auquel les agents sont disposés à renoncer pour maintenir la liquidité. Celles-ci raisonnent en fait à travers la logique d’un régime de taux de change fixe. 
La MMT soutient que, sous le régime de taux de change flottant, le fait qu'une balance commerciale soit en déficit ou en excédent ne conduit pas à la nécessité d’une compensation de rapports de dette ou de créance entre pays, et donc élimine l’obligation d’endettement en devises étrangères. Par contre, cette obligation existe sous le régime de taux de change fixe, dans la logique duquel, pour maintenir la fixité de ce taux, un pays est obligé de s’endetter en devise étrangère. En effet, un taux de change fixe aura tendance à mener à une balance commerciale négative, soit sous la pression de la spéculation, soit comme réaction au fait que le rapport des prix entre les deux pays n'est plus cohérent avec le taux de change. 
Il est important de préciser que, lorsqu’un pays est sous un régime de change flottant, l’absence d’obligation de s’endetter dans les autres devises conduit à des erreurs d’interprétation et à des confusions, comme celle qui consiste à considérer que, parce qu’ils ont une balance commerciale négative vis-à vis de la Chine, les USA ont une dette envers elle, situation qui certes pourrait se produire sous un régime de taux de change fixe.

### Taux d'intérêt
La MMT considère qu’un taux d’intérêt permanent de 0 % (taux plancher zéro) devrait constituer le scénario de base, celui où l’État ne met rien en place pour le soutien de ce taux,. En effet, lorsque l’on détient de la devise, rien ne fait que le prix de cette devise augmente d’elle-même, d’une manière spontanée. Pour cela, il faut qu’intervienne une possibilité d'allocation qui permette à la devise d’augmenter elle-même, nominalement, d'une manière automatique. Cette possibilité doit être créée, ce qui fait émerger alors un coût d’opportunité à ne pas laisser la devise dans la position où elle se trouve et à choisir une allocation alternative, par exemple le choix pour l’État entre l’émission de titres d’État ou le maintien de la richesse financière sous la forme de réserves.
La MMT admet que des taux d’intérêt élevés peuvent donner lieu à une dynamique expansionniste, inflationniste (et régressif en matière de distribution) par l’entremise de deux types de canaux : les canaux de revenu de taux d’intérêt et les canaux de prix à terme. Cela signifie que ce que l'on appelle le «resserrement de la banque centrale» en augmentant les taux peut augmenter les dépenses totales et favoriser les augmentations de prix, contrairement aux effets annoncés de la réduction de la demande et de la baisse de l'inflation. De même, la baisse des taux supprime les revenus nets d'intérêts de l'économie, ce qui contribue à réduire la demande et à faire baisser l'inflation, encore une fois contrairement aux effets escomptés annoncés. 
La compréhension de la MMT des taux d’intérêt est parfois en conflit direct avec celle des banques centrales et de la grande majorité des universitaires. La MMT considère que ces points de vue « mainstream » s’appliquent au mieux aux régimes de changes fixes, mais qu’ils ne s’appliquent en aucun cas aux régimes de changes flottants d’aujourd’hui.
La MMT considère qu'un taux d’intérêt positif se traduit par un paiement d'intérêts qui peut être analysé comme une rente pour ceux qui ont déjà de la devise.
La MMT suggère de maintenir le taux d'intérêt en permanence à zéro et de régler l'économie avec la seule politique budgétaire. L'idée est que lorsque le déficit est financé par la création monétaire, l'augmentation de la masse monétaire permet d'éviter la hausse des taux d'intérêt et ainsi de contrecarrer un potentiel effet d'éviction. 

### Absence de l'effet d'éviction
Les économistes de la TMM ne reconnaissent pas la réalité du mécanisme de l'effet d'éviction. Depuis les années 2000, les études empiriques montrent en effet que, dans le cas des pays les plus riches, il existe une relation inverse entre la dette publique en pourcentage du PIB et les taux d'intérêt réels. Cela est dû à ce que, selon la TMM, les déficits augmentent la masse monétaire et les dépôts bancaires, ce qui provoque une chute des taux d'intérêt.

## Comparaison entre la MMT et les autres approches économiques
(mai 2021).
| Sujets                                       | Autres approches | MMT |
| -------------------------------------------- | --- | --- |
| 1. Rapport État-Économie                     | Le système économique existe a priori de l’État. Il émerge d’une manière naturelle de l’action humaine. L’État n’intervient qu’a posteriori pour améliorer les situations qui ont été définies d’une manière naturelle par les dynamiques économiques. Il n'est en aucune façon à l'origine de ces dynamiques. | L'État met en place les prémisses du système économique. Il en définit le cadre ainsi que les règles du jeu. À l'intérieur de ce cadre, les forces du marché émergent. Le fait qu'existent des dynamiques économiques à l'intérieur du secteur privé est la conséquence d'une action de l'État. Le système économique de marché est donc un effet de l'État et il n’existe pas de système économique monétaire d’une certaine dimension a priori de l’État. |
| 2. Rapport État-Devise                       | | |
| 2.1 La devise                                | La devise existe a priori de l’État. Le raisonnement se fait en ne prenant en compte que l'actif des opérations financières, et non le passif, donc la position financière brute et non pas la position financière nette des agents, c'est-à-dire seulement leur pouvoir d'achat. | L’État est la précondition de la devise, qui est considérée comme son monopole. La devise est créée par la dépense publique et détruite par la taxation, qui ne peut être payée que dans cette devise. Elle est un instrument pour l’approvisionnement unilatéral de l’État en richesse réelle (biens et services). Elle est donc un instrument puissant pour conditionner la production économique ainsi que sa distribution dans la société. En particulier, la MMT prend en considération la position financière nette (les Actifs Financiers Nets) des agents. |
| 2.2 La taxation                              | La taxation est nécessaire pour financer les dépenses publiques. L’État doit taxer pour obtenir la devise nationale à dépenser. | La taxation crée chez les agents du secteur privé le besoin d'obtenir la devise, ce qui les porte à se faire vendeurs de biens et services en devises. La taxation fait en sorte qu'il y ait toujours plus de demandeurs que d'offreurs de devise (ceux qui dépensent la devise), c'est-à-dire plus de vendeurs que d'acheteurs de biens et services à l'intérieur du secteur privé. Cela se traduit en une offre nette de biens et services en devises que seul l’État peut obtenir. La mesure dans laquelle l’État décide de ne pas obtenir partie de cette offre de biens et services vendus en devises définit le niveau du chômage. La demande nette de devise qui est la contrepartie de cette offre de biens et services ne peut être satisfaite que par la dépense publique. En effet, celle-ci constitue la seule offre nette de devise au secteur privé. C'est pourquoi la devise est un monopole étatique. |
| 2.3 Les titres d’État                        | L’émission de titres d’État permet de financer les dépenses publiques. | L’émission de titres d’État sert à draîner les réserves bancaires. Elle peut être utilisée pour réguler le taux d’intérêt. |
| 3. Rapport État-Marché                       | Le marché existe a priori de l’État et répond à des logiques qui lui sont préexistantes. | Le fait que l’État impose la taxation à une population plus large que celle qui perçoit la devise directement de lui impose à une partie de la population de se procurer cette devise auprès d'autres personnes du secteur privé. Cette condition impose donc un système d'arbitrage/échange de devise entre personnes. Ce système d'arbitrage/échange de devise se traduit collatéralement en un système généralisé d'échange de biens et de service que l'on appelle marché. Donc le marché est un phénomène collatéral qui émerge par l'imposition du système monétaire. |
| 4. Rapport État-Capitalisme                  | Le capitalisme existe a priori de l’État | Le capitalisme est un épiphénomène de l’État dans la mesure où il est le résultat de prémisses mises en place par l’État. En particulier ces prémisses sont la devise et le droit de propriété qui a des caractéristiques spécifiques : la possibilité d'acheter la force de travail mais l’impossibilité d'acheter les travailleurs, et la possibilité de la propriété privée des moyens de production. |
| 4.1 Emploi                                   | Le chômage est un phénomène endogène, qui émerge des dynamiques intérieures au secteur privé et qui est donc a priori de l’État. Il existe un taux de chômage naturel et l'absence de chômage involontaire est impossible ou non soutenable. | Le chômage est considéré comme la situation dans laquelle des personnes qui cherchent du travail rémunéré en devise ne le trouvent pas. Il est une construction sociale de l’État. En effet, la taxation effectuée par l’État amène le secteur privé à offrir du travail en échange de devise, donc à exprimer une demande de devise. Dans la mesure où cette demande n'est pas complètement satisfaite par le niveau de dépense publique, qui est la seule source de devise pour le secteur privé, il y aura du chômage. Celui-ci est donc la preuve que la dépense publique est trop basse par rapport à la taxation et qu'il y a une restriction dans l'accès à la devise. En synthèse, le chômage est la preuve que le déficit n'est pas assez élevé et qu'il y a discrimination dans l'accès à la devise, ce qui signifie que tout le monde n'a pas la possibilité d'obtenir la devise directement de l’État. Par exemple, si l’État impose au secteur privé une taxation de 100 amenant ce secteur à exprimer une demande nette de devise de 150, et si l’État ne dépense que 110, on aura un chômage de 40. Comme exemple purement pédagogique, il est possible d'évoquer le cas où l’État fixe le prix de la devise à 1 heure de travail pour une unité de devise, c'est-à dire qu'il faut travailler 1 heure pour obtenir une unité de devise, 40 de chômage correspond à 40 heures de travail qui ne parviennent pas à être vendues. |
| 4.2 Niveau des prix                          | L'État ne définit pas directement la valeur de la devise. L’État ne dispose que d’une capacité indirecte pour influencer la valeur de la devise et son changement dans le temps, qui passe toujours par une influence sur le système privé. La maximisation de la stabilité du niveau des prix est vue comme un objectif en contradiction avec le plein emploi. | Seule la MMT reconnaît la source du niveau des prix. La devise nationale elle-même est un monopole public. Les monopoleurs ont nécessairement le pouvoir de définir le prix de l'objet de leur monopole, c'est-à-dire ce qu'il faut fournir pour obtenir la prochaine unité du monopoliste. Il en découle que le prix de la devise est ce qu’il faut faire ou fournir à l’État pour obtenir la devise, en particulier la prochaine unité de devise. En termes plus proches du langage courant, le prix de la devise est donc une fonction des prix payés par l’État. La MMT apparaît comme la seule approche monétaire qui distingue rigoureusement une augmentation du niveau général des prix comme conséquence, d’une part, du changement de valeur relative des biens (par exemple augmentation rapide de la valeur relative du pétrole) et, d’autre part, du changement du prix de la devise. |
| 4.3 Appréciation du régime de taux de change | La valeur de la devise, y compris dans son expression comme taux d'échange, est interprétée comme l'expression de réalités qui sont a priori de l’État, sur lesquelles l’État n'a pas de contrôle direct. Il s'agit en particulier des forces de marché autonomes souvent dominées par les expectatives. Cette réalité de fond peut seulement être influencée par l’État qui reste dans tous les cas disposant d'instruments limités. L’État peut donc toujours perdre complètement le contrôle de la situation. Ce cadre de fond de position précaire de l’État est considéré comme la base soit dans le cas du taux de change fixe soit dans le cas du taux de change flottant. | MMT considère que le régime de taux de change flottant est la situation dans laquelle l’État n'impose pas d'étalon à la devise, donc il ne s'auto-impose pas de maintenir un taux de change fixe entre sa propre devise et une marchandise ou une devise étrangère sur laquelle il n'a pas le contrôle. Le taux de change n'est pas une réalité dominée par des forces qui existent a priori de l’État, mais une expression de la valeur que l’État donne à la devise, donc de ce qu'il faut faire ou fournir à l’État pour l'obtenir. Le taux de change est avant tout une fonction des prix payés par l’État sur lesquels il peut certes y avoir des pressions de différentes natures, mais cela reste à la base la conséquence d'un choix de politique économique. Sous le régime de taux de change flottant, les gouvernements disposent du maximum d’espace pour l’élaboration des politiques économiques. |
| 4.4 Commerce International                   | Le pays est considéré équivalent à un acteur privé, dans la mesure où il considère l'acquisition de richesse financière comme une finalité première de l'activité économique. Les exportations sont considérées comme la source de richesse. La valeur des importations est analysée comme une variable potentiellement problématique. Un déficit commercial est interprété comme un symptôme négatif pour la soutenabilité du système économique. | Dans la mesure où l’État peut créer la devise sans limites, celle-ci n’est qu’un instrument (un moyen de coordination, d’organisation) que l’État a créé pour obtenir des biens réels. La finalité de la devise est d’obtenir des richesses réelles (biens et services). Cumuler de la devise pour elle-même n’a pas de sens. Les exportations sont donc considérées comme un coût réel : ce sont des marchandises que le pays a produit avec effort et dont le secteur étranger va bénéficier. Les importations sont considérées comme un avantage réel : ce sont des marchandises produites avec effort par l'étranger qui vont profiter domestiquement. Il convient de noter qu'un État qui impose au pays une devise en taux de change flottant n'éprouve jamais la nécessité de s'endetter en devises étrangères. Dans ce cadre, un déficit commercial est la simple expression d'un désir d'épargne net en devise domestique de la part des étrangers : il y a davantage d'étrangers qui désirent de la devise domestique que de résidents qui désirent de la devise étrangère, donc davantage de disponibilité de vente de biens produits par l'étranger aux résidents que de disponibilité de vente de biens produits domestiquement par les résidents aux étrangers, au taux de change courant. Une balance commerciale négative n’est donc pas problématique. Et se fixer pour objectif une balance commerciale positive va à l’encontre de l’intérêt public. Les considérations sur le caractère stratégique d'une production par rapport à une autre relèvent d'une validation qualitative et non quantitative. Au contraire, la balance commerciale est un instrument purement quantitatif et ne dit rien sur le caractère qualitatif d'une production. Mais cela n’exclut pas qu'un pays puisse décider qu’il existe des productions stratégiques devant être produites domestiquement et non importées, dans le but d'éviter un rapport de dépendance économique, ou bien de développer une industrie naissante. |
| 4.5 Politiques économiques                   | La politique monétaire est privilégiée. | La politique budgétaire est privilégiée. Les variables fondamentales de l'économie, le niveau de l'activité économique et celui du chômage, sont liées au niveau de la dépense publique et de la taxation. En ce qui concerne l'économie internationale, un élément qui oriente l'élaboration des politiques économiques devrait être la recherche de la maximisation des termes réels d'échange, c'est-à-dire le rapport entre la valeur de ce qu'un pays obtient de l'étranger par rapport à celle de ce qu'un pays envoie vers l'étranger. |

## Histoire

### Création et premiers développements
La théorie monétaire moderne naît des travaux de l'économiste américain Warren Mosler. Elle est popularisée à partir de 1992. Mosler fonde son analyse initiale sur une description des opérations monétaires, qu'il considère comme des opérations comptables concernant l’État, les banques, les entreprises et les particuliers.
Des recherches subséquentes ont montré que des auteurs avaient eu des réflexions compatibles avec la MMT, notamment Adam Smith, Georg Friedrich Knapp, John Maynard Keynes, Abba Lerner, Alfred Mitchell-Innes, et Hyman Minsky.

### Apparition dans le débat public
Si la théorie reste longtemps peu connue, elle surgit dans le débat public à partir de la fin des années 2010. Elle est mentionnée à l'occasion des primaires des élections présidentielles américaines par Bernie Sanders ; au Royaume-Uni, le programme de Jeremy Corbyn en est inspiré.
La théorie est moins connue en France, où elle fait l'objet de vulgarisation scientifique, bien qu'il y ait peu de débats théoriques. Les cercles liés aux banques centrales se penchent toutefois sur le sujet : le gouverneur de la Banque de France, François Villeroy de Galhau, y est défavorable, soulignant le risque inflationniste qu'elle pose. L'ancien président de la BCE Mario Draghi se montre pour sa part ouvert à un passage en revue de la théorie afin de peut-être en tirer des conclusions en matière de politique monétaire. Il en fait état lors d'une audition lors du Comité des affaires économiques et monétaires du parlement européen. Benoît Coeuré, membre du conseil d’administration de la BCE, ainsi que Peter Praet ont fait part de leur scepticisme quant à cette théorie,. Christine Lagarde, la nouvelle présidente de la BCE, semble réticente à cette théorie.

## Controverses et critiques

### Inflation
Patrick Artus remarque que les préconisations de la théorie monétaire modernes risquent de créer de l'inflation, à part dans des cas spécifiques où les pressions déflationnistes sont si fortes qu'une hausse de la masse monétaire ne la contrebalance pas, comme c'est le cas au Japon. Or, en cas de dérapage d'hyperinflation, la capacité de l’État à réguler l'économie et reprendre le contrôle de la monnaie est remise en doute. Lawrence Summers abonde dans ce sens et fait remarquer que la monétisation des déficits a notamment conduit, dans les pays émergents, à des situations d'inflation incontrôlables et à la ruine des populations. 
Le problème réside premièrement dans ce que la création monétaire à partir de rien, supposée possible pour la puissance publique, serait décorrélée de la création de valeur par l'économie. 

### Gestion de l'offre de monnaie
La théorie monétaire moderne soutient que la puissance publique peut, très simplement, augmenter les impôts pour faire sortir de la monnaie de la circulation, refroidissant ainsi la machine économique lorsqu'elle est en surchauffe. Dans un article de 2019, Palley soutient que cette conception de la politique fiscale est naïve et simpliste : les décideurs ne peuvent abruptement faire augmenter ou baisser les taux d'imposition, car il existe un décalage temporel important à la suite de la prise de décision. Aussi, une telle gestion à vue de la politique fiscale serait déstabilisante pour l'économie.

### Origine de la monnaie
La théorie monétaire moderne soutient que l'origine de la monnaie se situe dans la fiscalité. Randall Wray écrit en 2012 : « Why did markets develop? Not to barter what you have but don’t want, but rather to obtain the means of debt (tax) settlement ». Or, cette conception endogénéiste et fiscaliste de la monnaie est remise en cause, à la fois par les théories exogènes, et par les théories endogènes qui soulignent le caractère pratique de la monnaie dans le règlement d'échanges interpersonnels et dans la mesure de la valeur.

### Difficulté de mise en application de la garantie d'emplois
La garantie d'emplois, promue par les tenants de la TMM, a été critiquée par plusieurs économistes. Buiter et Mann font remarquer en 2019 que l’État peut ne pas réussir à calibrer le nombre d'emplois en fonction du cycle économique, ni à proposer des emplois véritablement productifs pour l'économie. Ces emplois pourraient aussi aspirer des travailleurs qui pourraient travailler dans le secteur public et qui trouvent le salaire des emplois garantis plus intéressant.

### Endettement en monnaie nationale
La théorie monétaire moderne considère que les déficits publics ne sont pas problématiques et peuvent être accumulés car ils sont, dans tous les cas, payés en monnaie nationale. Si cela est vrai dans le cas des États-Unis et de quelques pays développés, beaucoup de pays disposant d'une monnaie peu reconnue sur les marchés internationaux s'endettent dans une monnaie autre que la leur, rendant nul l'argument de la TMM.

### Prémisses erronées
Une des critiques majeures adressées à la théorie monétaire moderne est qu'elle se baserait sur des prémisses sans fondement. Ainsi, dans une récente étude publiée en 2020 par le centre de recherche Initiative on Global Market de l'Université de Chicago (Chicago Booth School of Business), la quasi intégralité des économistes interrogés ont répondu négativement aux deux questions considérées comme les bases de la MMT, à savoir : « les pays qui empruntent dans leur propre monnaie ne devraient pas s'inquiéter des déficits publics car ils peuvent toujours créer de l'argent pour financer leur dette », et « les pays qui empruntent dans leur propre monnaie peuvent financer autant de dépenses publiques réelles qu'ils le souhaitent en créant de l'argent ». 

### Circuit fermé
La théorie monétaire moderne est critiquée en ce qu'elle ne s'appuie que sur des raisonnements en économie fermée, c'est-à-dire dans le cadre d'un circuit sans fuites macroéconomiques. Ainsi, les manuels de théorie monétaire moderne accordent peu de place aux échanges internationaux. Epstein écrit donc, en 2019, que cette proposition de la TMM « ne vaut, au mieux, que pour une poignée de pays : ceux qui ont une monnaie d'échange internationale ».

### Rôle des banques privées
La théorie monétaire moderne est critiquée par plusieurs économistes au sujet du rôle prépondérant qu'elle donne à l’État dans l'offre de monnaie. La théorie estime préférable que la monnaie soit créée par l’État, quand elle est, dans les économies capitalistes modernes, majoritairement créée par les banques (monnaie endogène). Le rôle des banques privées et de la transition entre un système de création monétaire par les banques à un système de création monétaire par l’État est peu explicité.

### Place dans le champ économique
La qualification de la théorie monétaire moderne comme école de pensée indépendante et autonome fait l'objet de débats au sein du monde économique. Thomas Palley soutient que la théorie monétaire moderne n'est qu'une reformulation de principes keynésiens qui simplifierait les conclusions de Keynes et ignorerait les recherches économiques les plus récentes. James Juniper, Timothy P. Sharpe et Martin J. Watts considèrent que la TMM fait partie de la tradition post-keynésienne tout en en étant séparée. Des post-keynésiens ont ainsi fortement critiqué la théorie de la garantie d'emploi des théoriciens monétaires modernes.
Dans un article de 2021, la Banque de France considère que la MMT « se fonde sur une approche dépassée de la science économique et que c’est davantage le nom d’un manifeste politique que d’une véritable théorie économique ».